# Fondali Punta Manara
Fondali Punta Manara este o arie protejată (arie specială de conservare — SAC, sit de importanță comunitară — SCI) din Italia întinsă pe o suprafață de 148 ha, integral marine.

## Localizare
Centrul sitului Fondali Punta Manara este situat la coordonatele 44°15′00″N 9°24′02″E / 44.25°N 9.400556°E.

## Înființare
Situl Fondali Punta Manara a fost declarat sit de importanță comunitară în iunie 1995 pentru a proteja 1 specie de animale. Situl a fost protejat și ca arie specială de conservare în octombrie 2016.

## Biodiversitate
Situată în ecoregiunea mediteraneană, aria protejată conține 3 habitate naturale: Straturi cu Posidonia (Posidonion oceanicae), Recifuri, Bancuri de nisip acoperite în permanență slab de apă marină.
La baza desemnării sitului se află o specie protejată de  mamifere: delfin mare (Tursiops truncatus)
Pe lângă speciile protejate, pe teritoriul sitului au mai fost identificate 4 specii de nevertebrate, 7 specii de pești.